# Врублев (гмина)
Врублев (пол. Wróblew) — сельская гмина (волость) в Польше, входит как административная единица в Серадзкий повет, Лодзинское воеводство. Население — 6236 человек (на 2004 год).

## Сельские округа
1. Близнев
2. Харлупя-Велька
3. Домбрувка
4. Джонзна
5. Дзебендув
6. Генсувка
7. Инчев
8. Юзефув
9. Кобежицко
10. Косцежин
11. Оцин
12. Орачев-Вельки
13. Прухна
14. Раковице
15. Ровы
16. Садокшице
17. Сендзице
18. Сломкув-Мокры
19. Сломкув-Сухы
20. Смардзев
21. Тубондзин
22. Творковизна-Ровска
23. Вонглчев
24. Врублев
25. Орачев-Малы

## Соседние гмины
1. Гмина Блашки
2. Гмина Броншевице
3. Гмина Бжезнё
4. Гмина Серадз
5. Серадз
6. Гмина Варта